# 菊池市立泗水東小学校
菊池市立泗水東小学校（きくちしりつ しすいひがししょうがっこう）は、熊本県菊池市泗水町住吉にある公立小学校。

## 沿革
- 1874年（明治7年） - 住吉小学校設立
- 1878年（明治11年）2月 - 永小学校設立
- 1887年（明治20年）4月 - 住吉小学校と永小学校が統合し住吉小学校となる。豊永小学校の支校となる
- 1892年（明治25年）3月 - 住吉尋常小学校として独立
- 1930年（昭和5年）
  - 3月1日 - 泗水東部尋常小学校と改称
  - 4月 - 泗水東部尋常高等小学校と改称
- 1941年（昭和16年）4月1日 - 泗水東部国民学校と改称
- 1947年（昭和22年）4月1日 - 泗水村立泗水東小学校と改称
- 1961年（昭和36年）4月1日 - 泗水町立泗水東小学校と改称
- 2005年（平成17年）3月22日 - 菊池市立泗水東小学校と改称

## クラブ活動
- 運動部

- 文化部

## 学校周辺
- 合志川
- 熊本県道204号西古閑泗水線
- 熊本県道329号原植木線